# Choco (distrito)
O Distrito peruano de Choco é um dos catorze distritos que formam a Província de Castilla, situada no Departamento de Arequipa, pertencente a Região Arequipa, Peru.

## Transporte
O distrito de Choco é servido pela seguinte rodovia:
- AR-106, que liga o distrito de Aplao à cidade de Huambo[1][2][3]